# Dave Fleischer
David Fleischer (Nova Iorque, 14 de julho de 1894 — Hollywood, 25 de junho de 1979) foi um cineasta, diretor de animação e produtor de cinema norte-americano.
Era coproprietário da Fleischer Studios com seu irmão Max Fleischer e tio de Richard Fleischer.